# St. Louis, San Francisco and Texas Railway
Le St. Louis, San Francisco and Texas Railway (sigle de l'AAR SLSF) était une filiale du St. Louis-San Francisco Railway (Frisco) qui exploitait 256 km de voies ferrées dans le Texas. Le réseau du Frisco, avec celui de sa filiale texane, formait un vaste X à travers les états du Kansas, Missouri, Oklahoma, Texas, Arkansas, Mississippi et Alabama. Il fusionna dans le SLSF au début de l'année 1964. Le Frisco fusionna à son tour dans le Burlington Northern Railroad (BN) en 1980.

## Histoire
Le St. Louis, San Francisco and Texas Railway (SLSF&T) fut créé le 9 mars 1900 par sa maison mère le St. Louis-San Francisco Railway (Frisco), pour construire une voie ferrée entre la Rivière Rouge (en Anglais Red River) et Denison, Texas. La charte fut ensuite amendée pour permettre à la compagnie d'atteindre Sherman, Texas. Le siège social fut initialement localisé à Denison dans le Comté de Grayson, avant d'être déplacé à Fort Worth, Texas en 1904. Les 8,5 km de voies vers Denison furent posés au début de l'année 1901, et prolongés vers Sherman en mars de la même année grâce à un droit de passage sur le Houston and Texas Central Railroad. Pour attirer la compagnie, la ville de Sherman lui offrit un bonus de 15 000$, un droit de passage et un terrain de 16 hectares pour sa gare. Le SLSF&T y bâtit également ses ateliers. Sa connexion avec le Frisco au niveau de la Rivière Rouge permettait de remonter jusqu'à Sapulpa, Oklahoma. 
Le 25 juin 1904, le SLSF&T fit l'acquisition du Red River, Texas and Southern Railway, dont les 85 km de voies reliaient Sherman et Carrollton, Texas depuis 1902; de plus l'accès à Dallas et Fort Worth était assuré grâce à une combinaison de location et de droits de passages. 
Deux autres chemins de fer, le Blackwell, Enid and Texas Railway, opérant entre la Rivière Rouge et Vernon, Texas, et l'Oklahoma City and Texas Railroad, circulant entre la Rivière Rouge et Quanah, furent acquis par le Frisco, respectivement le 30 juin 1904 et le 25 juillet 1904.
Une autre filiale du Frisco, le Paris and Great Northern Railroad, opérant entre la Rivière Rouge et Paris, Texas, fut intégrée le 1er juin 1928. 
À présent le réseau du SLSF&T était constitué de quatre segments discontinus prolongeant diverses lignes du Frisco à partir de la Rivière Rouge. Le SLSF&T détenait 167 km de lignes principales, et opérait sur plus de 87 km de lignes supplémentaires grâce à des droits de passages et des locations. Les 14,5 km qu'il détenait entre la Rivière Rouge et Quanah, étaient à leurs tour loués au Quanah, Acme and Pacific Railway. 
En 1930 le Frisco fit l'acquisition du Gulf, Texas and Western Railway, dont les 172 km de voies reliaient Seymour, Texas (au sud-ouest de Wichita Falls) à Mineral Wells (à l'ouest de Fort Worth). Cette compagnie fut ensuite louée au SLSF&T, qui exploita la ligne jusqu'à ce qu'elle fut abandonnée par le Frisco en 1939.
Malgré un faible kilométrage, le SLSF&T détenait un trafic relativement important puisqu'il permettait au Frisco d'accéder au marché texan. En 1931, le SLSF&T fut répertorié parmi les chemins de fer américains de classe I par la Texas Railroad Commission. Cette année, les revenus atteignaient 109 553 $ pour le service voyageurs, 1 303 638 $ pour le fret et 45 947 $ en rentrées diverses. 
En 1957, la compagnie abandonna les 19 km de ligne entre la Rivière Rouge et Vernon. En 1962, les revenus du service voyageurs ne représentait que 2 276$, tandis que ceux du fret atteignaient 4 576 850 $, et les revenus divers 40 316 $. 
Le Frisco fusionna le St. Louis, San Francisco and Texas Railway le 1er janvier 1964. Le Burlington Northern Railroad fusionna à son tour le Frisco le 21 novembre 1980.

## Traduction
- (en) Cet article est partiellement ou en totalité issu de l’article de Wikipédia en anglais intitulé « St. Louis, San Francisco and Texas Railway » (voir la liste des auteurs).